# Талый (Коми)
Та́лый — посёлок в Каджеромской поселковой администрации, в южной части района на линии Северной железной дороги, в 98 км от города Печоры и в 12 км от Каджерома.

## История
Возник в конце 1930-х — середине 1940-х гг. в связи со строительством железной дороги «Котлас — Воркута». Возводили его рабочие колонн предприятия Наркомлеса Коми АССР. 
Лесоучасток Талый упоминается в записке начальника ГУЛАГа НКВД СССР, комиссара госбезопасности Наседкина, от 16 декабря 1943 года в связи с плохим содержанием мобилизованных немцев, производительность труда которых «крайне низкая, и большинство из них выполняет дневные нормы только на 60%».
Своё название посёлок получил от русского слова «талый» – оттаявший под действием тепла.
До 24 ноября 1966 года существовали посёлок Талый и железнодорожная станция Талый, объединённые затем, согласно справочнику «Коми АССР. Административно-территориальное деление на 1 июля 1968 года.», как фактически слившиеся между собой.
Сохранилось устойчивое выражение "до Талого", т.е — не сдаваться, идти до конца, на пределе возможностей.

## Население
| Год       | 1959 | 1970   | 1979  | 1989  | 1992  | 2000  | 2002  | 2007  |
| --------- | ---- | ------ | ----- | ----- | ----- | ----- | ----- | ----- |
| Население | 732  | ▲ 1118 | ▼ 977 | ▼ 851 | ▼ 778 | ▼ 576 | ▼ 538 | ▼ 150 |

Сегодня Талый – это около 150 жителей, большая часть которых работает на железной дороге или вахтовым методом в нефтяной и газовой отрасли. В посёлке работают: 1 магазин, библиотека, клуб, котельная и почта. 